# Centro Federale di Pietralata
Il Centro Federale di Pietralata, noto anche come "Unipol BluStadium" per motivi di sponsorizzazione, è un impianto sportivo di Roma, che sorge nel quartiere di Pietralata. È uno dei centri tecnici federali della Federazione Italiana Nuoto.

## Storia
Il centro federale venne inaugurato nel 2010. È utilizzato per l'attività agonistica e la preparazione degli atleti della nazionale italiana di nuoto e di società affiliate alla FIN, quanto di attività formativa, didattica e sociale.

## Strutture

### Area sportiva
- una piscina olimpionica scoperta da 50x25 metri,[2] con tribune da 1.500 posti a sedere;[1]
- una piscina coperta da 33x21 metri, con pontone che consente di ottenerne un'altra da 25 metri;[1][2]
- una piscina didattica per bambini da 21x10 metri;[1]
- una palestra con spogliatoi.[1]

### Area direzionale
- foresteria con 80 stanze;[1]
- un bar;[1]
- una mensa;[1]
- uffici;[1]
- una sala conferenza.[1]

## Eventi ospitati
Nei primi anni dopo l'inaugurazione, l'impianto ha ospitato i campionati regionali di nuoto, pallanuoto e nuoto sincronizzato e i campionati italiani di nuoto sincronizzato, pallanuoto master e una edizione del campionato nazionale a squadre-Coppa Caduti di Brema.